# José Félix Bogado
José Félix Bogado (Puerto Cué, 7 de noviembre de 1777 - San Nicolás de los Arroyos, 21 de noviembre de 1829) fue un militar de origen paraguayo, que tuvo extensa participación en la Guerra de Independencia de Argentina y brevemente en las luchas contra los indígenas y la Guerra Civil de su país de adopción.

## Biografía
Aparentemente era descendiente de indígenas de las misiones jesuíticas guaraníes.[cita requerida]
En su juventud fue lanchero, y se estableció río abajo por el Paraná, a más de 1000 km al sur de la ciudad de Asunción (capital de Paraguay) en la aldea de San Lorenzo, a orillas del río Paraná, unos 100 km al noroeste del pueblo de San Nicolás de los Arroyos.
El 2 de febrero de 1813, Bogado ―de 35 años de edad― fue secuestrado por un buque «realista» español que merodeaba en las cercanías de esa aldea, para que no alertara a los habitantes de la aldea antes del desembarco y saqueo que estaba planeado para la madrugada siguiente, y para que les sirviera de guía. Cuando al otro día (3 de febrero de 1813) la dotación española desembarcó, fue sorpresivamente atacada y derrotada por el Regimiento de Granaderos a Caballo, al mando del coronel José de San Martín, en el Combate de San Lorenzo.
Bogado fue liberado, y el propio San Martín le ofreció incorporarlo al Regimiento de Granaderos como «trompa de órdenes», lo que Bogado aceptó. Pertenecería a ese cuerpo durante más de trece años.
Su primera actuación militar fue en la segunda expedición auxiliadora al Alto Perú, en la que participó en las derrotas en las batallas Vilcapugio (1 de octubre de 1813) y Ayohúma (el 14 de noviembre de 1813). También participó en la tercera expedición con el grado de alférez, y en la Batalla de Sipe Sipe (29 de noviembre de 1815) fue tomado prisionero; días más tarde fue canjeado por un prisionero español y ascendido al grado de capitán, lo que denota su destacado comportamiento.
A principios de 1816 se incorporó al Ejército de los Andes, con el grado de mayor, y participó en el Cruce de los Andes. Tomó parte en las batallas de Chacabuco, Curapaligüe, Gavilán, Talcahuano, Cancha Rayada y Maipú.
Participó de la Expedición Libertadora del Perú, a órdenes del coronel Juan Lavalle, con destacada actuación en la Batalla de Pasco, Torata y Moquegua. Estas últimas dos batallas fueron graves derrotas de la llamada Campaña de Puertos Intermedios, tras la cual el buque en que regresaba a Lima naufragó, por lo que debieron regresar a la capital desde Ica a través del desierto, sin víveres ni agua.
Antes de abandonar el Perú, San Martín lo ascendió al grado de teniente coronel, y lo nombró segundo jefe del Regimiento de Granaderos, cuyo jefe era Alejo Bruix. Fue apresado durante la sublevación de los Granaderos a Caballo y luego liberado con los soldados que no quisieron unirse a los sublevados del Callao, con los que unió al ejército de Simón Bolívar y participó en las victorias decisivas de Junín y Ayacucho.
Bolívar lo ascendió al grado de coronel y lo nombró comandante del Regimiento de Granaderos a Caballo; en tal cargo condujo los restos del regimiento hasta Buenos Aires, pasando por Chile y Mendoza. Todas las fuerzas que le quedaban ―fuera de los oficiales que habían pasado a otras unidades, como Lavalle― eran 22 granaderos, de los cuales sólo cuatro eran de los que San Martín había formado en el cuartel del Retiro (en las cercanías de Buenos Aires) a fines de 1812. A lo largo del camino tuvo serios problemas económicos, y se permitió recordarle al coronel Enrique Martínez, un exgranadero, sus obligaciones morales para con el regimiento.
Llegado a Buenos Aires en julio de 1826, el regimiento fue recibido con honores, aunque el presidente Bernardino Rivadavia los ignoró durante varios días, cumplidos los cuales ordenó la disolución del mismo. Sería creado por segunda vez en el año 1903 por el presidente Julio Argentino Roca, dedicado a tareas ceremoniales, especialmente de escolta del presidente de la Nación.
El coronel Bogado pronunció un discurso ante sus subordinados:

Amigos y compañeros de armas. Destinado por el Superior Gobierno de la República á mandar el rejimiento número 4 de la campaña, vuestro coronel os dirije el mas tierno y afectuoso adios. Esta es la vez primera que con el sentimiento mas profundo tengo que despedirme de un rejimiento en que siendo uno de los simples soldados pundonorosos llegué á obtener el mando honroso de Coronel sin que en 13 años de servicios, todos en campaña, os haya causado mi conducta el menor motivo de sentimiento.
Mis amigos: la subordinacion, valor, disciplina y confianza con que habeis escitado la admiracion en todas partes es lo único que os recomienda vuestro antiguo camarada.
Estas son las cualidades que deben lisonjear a todo buen soldado y con las que descansan las glorias que adquirió nuestro cuerpo desde Montevideo hasta los Andes, y desde estos hasta el Chimborazo, en San Lorenzo, Putaendo, Chacabuco, Talcahuano, Maipo, Bio-Bio, Pasco, Pisco, Mirave, Riobamba, Pichincha, Junín y Ayacucho, á mas de otros muchos en que se condujo de una manera siempre prodijiosa; y la consideracion y aprecio del pueblo jeneroso á quien servimos y defendemos y en cuya libertad han tenido una gran parte nuestros esfuerzos.
Adios, mis amigos. Cualquiera que sea la distancia que nos separe, no olvidéis a vuestro coronel y ocupadle con aquella confianza que inspira un jefe que no conoció otro estandarte que aquél que lleváis.
Si este recuerdo me obliga á verter lágrimas, serán enjugadas con el consuelo de la obediencia y, lo que es mas, si consigue saber que merece vuestro aprecio y memoria.
Discurso de Bogado al despedirse de sus compañeros.

.
Al mando del Regimiento de Caballería n.º 4, Bogado fue destinado a la frontera con los indígenas, en la zona de Pergamino y Salto. Al producirse en 1828 la revolución de Lavalle, fiel al Gral Lavalle cuidó el paso del avance de las fuerzas de Estanislao López.
El Coronel Jose Felix Bogado era de estatura regular y gruesa, su piel era de color pálido, de ojos negros, nariz recta y boca regular y de pelo negro, usaba patilla a la española y bigotes, era un excelente jinete.
Su apodo era "Guayreño".

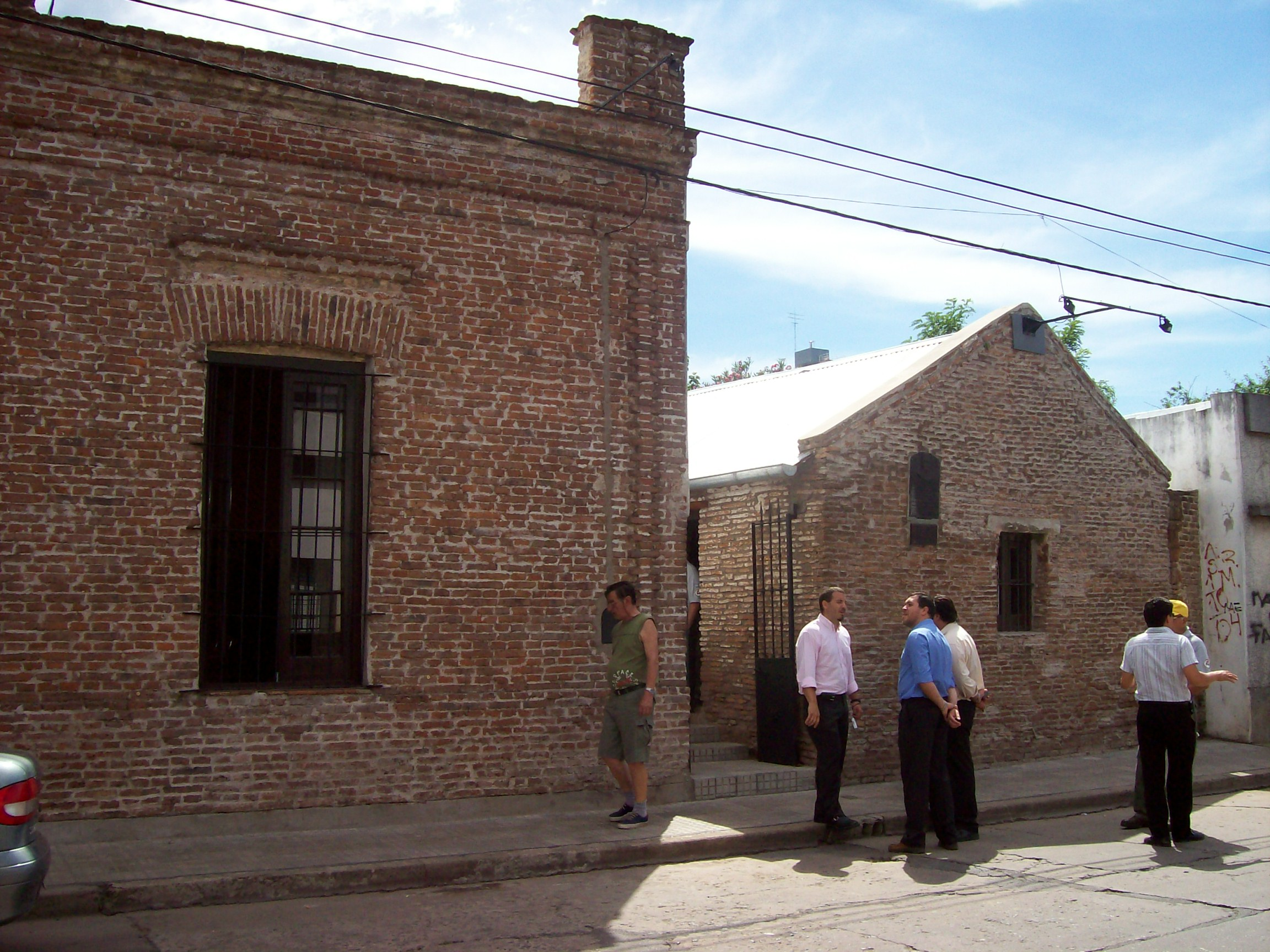
Contrafrente de la casa de Bogado (con techo a dos aguas, a la derecha) sobre la calle Francia n.º 223, en la ciudad de San Nicolás de los Arroyos (extremo norte de la provincia de Buenos Aires).

El 29 de mayo de 1829 fue nombrado comandante militar de San Nicolás de los Arroyos, donde vivió y falleció de tuberculosis el 21 de noviembre de ese año, en la calle Francia n.º 223, donde aún se conserva el solar. Allí existen en la actualidad placas en su homenaje.
Fue enterrado en el cementerio de San Nicolás, adyacente a la iglesia de San Nicolás (actual Catedral). El 15 de julio de 1835 sus restos mortales se anonimizaron en ocasión del traslado del viejo cementerio al nuevo cementerio en el barrio Alto Verde.

## Homenajes toponímicos
- Coronel Bogado, ciudad en Paraguay.
- Coronel Bogado, pueblo en el departamento Rosario (provincia de Santa Fe, Argentina).
- Un barrio, en el sur de la Ciudad de San Luis, Provincia de San Luis, Argentina.
- Una avenida en Asunción, capital de Paraguay.
- Una calle en la ciudad de Rosario, en el barrio Industrial.
- Una calle en la ciudad de Buenos Aires, en el barrio de Almagro, desde Lambaré hasta Pringles.
- Una calle en Florida (partido de Vicente López, zona norte del Gran Buenos Aires).
- Una calle en Florida (partido de Vicente López, zona norte del Gran Buenos Aires).
- Una calle en la ciudad de Mendoza.
- Una calle en la ciudad de Rafael Castillo( partido de la Matanza. Pcia. Buenos Aires)
- Una calle en San Nicolás de los Arroyos.
- Una calle en la Ciudad de Formosa (provincia de Formosa).
- Una calle en la ciudad de Posadas  (provincia de Misiones).
- Colegio Técnico Privado «Coronel José Félix Bogado» (fundado en 1969), en el barrio San Vicente, Asunción (Paraguay).
- Escuela Primaria n.º 5 «Coronel Bogado» (en Conesa, partido de San Nicolás), cuartel 5.º zona rural.
- Escuela Primaria Rural N°2 "Coronel José Félix Bogado", en Pje. Zino-Ramallo, Provincia de Buenos Aires.
- Escuela N.º 6 «José Félix Bogado», en Ramos Mejía (partido de La Matanza, provincia de Buenos Aires. Lleva su nombre desde 1975.
- Escuela EPB n.º 8 «José Félix Bogado», en Mar de Ajó Norte (Partido de la Costa, provincia de Buenos Aires).
- Escuela EPB nª 27 "Jose Felix Bogado", en San Pedro, provincia de Buenos Aires.
- Escuela EPES N.º 174 «Coronel José Félix Bogado», en El Corralito, Pirané, provincia de Formosa.
- Biblioteca popular «Coronel Bogado» del Centro Paraguayo de la ciudad de Salta.
- El salón auditorio «Granadero José Félix Bogado», en San Nicolás de los Arroyos.
- Regimiento de Infantería de Monte 30 «Coronel José Félix Bogado» en la localidad de Apóstoles (provincia de Misiones).
- Óvalo José Félix Bogado en el departamento de Ayacucho - Perú